# Анненский, Андрей Александрович
Андре́й Алекса́ндрович А́нненский (род. 5 сентября 1983 года, Москва, СССР) — российский кинорежиссёр, сценарист, актёр, продюсер.

## Биография
Родился 5 сентября 1983 года в Москве. Сын Александра Анненского, внук Исидора Анненского. До шестого класса учился в лицее № 109 (дир. Е.Ямбург) города Москвы.
В детстве вёл на Центральном телевидении тележурнал «Праздник каждый день», исполнил главные роли в детском телецикле «Соник-СуперЁжик» и двухсерийном телеспектакле «Деревянный рыцарь». Снимался в кино у таких режиссёров, как Марлен Хуциев, Альберт Мкртчян, Алан Меттер (США), дублировал на русский язык героев фильмов режиссёров Стивена Спилберга, Б. Леванта, Жерара Ури.
В середине 1990-х годов его отец переехал в Германию. Среднее образование Андрей получил в школе Вюрцбурга (Бавария). Затем окончил профессиональную Школу в Berufliches Schulzentrum für Wirtschaft und Datenverarbeitung в Вюрцбурге, получив диплом специалиста по информационным технологиям бизнеса. Свободно владеет немецким и английским языками.
Окончил режиссёрский факультет (мастерская игрового кино Вадима Абдрашитова) Всероссийского государственного университета кинематографии имени С. А. Герасимова (ВГИК).
Во время учёбы во ВГИКе работал вторым режиссёром на съёмках фильмов «В субботу» реж. Александра Миндадзе, «Братья Ч» реж. Михаила Угарова.
С 2012 года — продюсер кинокомпании "Студия «Пассажир». Был креативным продюсером российско-германского полнометражного художественного фильма «Милый Ханс, дорогой Пётр» режиссёра Александра Миндадзе.
Картины Анненского принимали участие в ряде Международных кинофестивалей.
Среди новых проектов режиссёра несколько фильмов, в числе которых документальный фильм-байопик о жизни знаменитого советского клоуна.
В 2015 году по собственному сценарию поставил художественный фильм «Закат», награждённый Главным призом 35-го Международного студенческого фестиваля ВГИКа «За лучшую работу режиссёра в игровом фильме», «Специальным призом Жюри» 9-го Фестиваля Арткино.
Член Гильдии кинорежиссёров России
Член Союза кинематографистов России.
Лауреат Национальной кинематографической премии «Ника» за 2016 год.

## Творчество

### Избранная фильмография
- 2005 — Последняя минута — автор сценария и режиссёр
- 2007 — Маленький домик — автор сценария и режиссёр
- 2008 — Лиза — автор сценария, режиссёр, актёр
- 2009 — Дом кино — автор сценария и режиссёр
- 2015 — Закат — автор сценария и режиссёр. Главный приз 35-го Международного студенческого фестиваля ВГИК «За лучшую работу режиссёра в игровом фильме», «Специальный приз Жюри» 9-го кинофестиваля Арткино [17][18]
- 2015 — Сейф — автор сценария

### Роли в театре
- Роль Филча в спектакле театра города Вюрцбург (Германия), реж. А. Баумгартен, 2003, Брехт, «Трёхгрошовая опера»

### Роли в кино
- Бесконечность, киностудия Мосфильм, реж. М. Хуциев, 1991
- Прикосновение, Киностудия им. Горького, реж. А. Мкртчан, 1992
- Полицейская Академия 7. Миссия в Москве, (США), реж. А. Меттер, 1994
- Молодая гвардия, 2015 — ефрейтор в Первомайке
- Демон революции, 2017 — чиновник германского МИД
- Остаться в живых, 2018 — оберштурмфюрер, адъютант Шульца
- Домашний арест, 2018 — телеведущий

### Дубляж на русский язык
(главные детские роли)
- Список Шиндлера (США), реж. С. Спилберг
- Ас из асов (Франция), реж. Ж. Ури
- Бетховен (США), реж Б. Левант
- Бетховен 2 (США), реж. Р. Дэниел
- Как справиться с отцом (США), реж. Х. Дойч

### Озвучивание
- Милый Ханс, дорогой Пётр (2015 г.) реж. А. Миндадзе — чтение авторского закадрового текста
- Рай (2016 г.) реж. А. Кончаловский — чтение авторского закадрового текста
- Остаться в живых (2018 г.) реж. А. Малюков — чтение авторского закадрового текста
- Грех (2019 г.) реж. А. Кончаловский — чтение авторского закадрового текста

### Продюсирование
- У неё другое имя (2022 г.)
- Милый Ханс, дорогой Пётр (2015 г.)
- Закат (2015 г.)
- Её звали Муму (2015 г.)
- Этюды о свободе (2018 г.)